# Bruno Gustav Scherwitz
Bruno Gustav Scherwitz (* 22. Juni 1896 in Labiau; † wohl 23. Oktober 1985 in Braunschweig) war Gauleiter in der Zeit des Nationalsozialismus.
Als Soldat kämpfte er im Ersten Weltkrieg und wurde mehrfach verwundet. Zum 10. September 1925 trat er der NSDAP bei (Mitgliedsnummer 18.325) und nahm am 6. Dezember 1925 an der Gründungsversammlung des Gaues Ostpreußen teil.
Zum 1. Februar 1926 wurde er von Gregor Strasser mit der vorläufigen Leitung beauftragt. Er übernahm diese Aufgabe bis Mitte 1927, zum 30. September des Jahres schied er aus der Partei aus. Sein Nachfolger im Amt des Gauleiters wurde 1928 Erich Koch. Danach verliert sich die Spur von Scherwitz vorübergehend. Während des Zweiten Weltkriegs war er Luftwaffenoffizier, zuletzt 1943–1944 dem Heer zugeordnet. Vermutlich arbeitete er nach dem Krieg als Sportlehrer.